# Susanne Damm-Ruczynski
Susanne Damm-Ruczynski (* 13. März 1955 in Erfurt; † 17. April 2022) war eine deutsche Malerin, Grafikerin und Illustratorin.

## Leben und Werk
Susanne Damm-Ruczynski studierte von 1974 bis 1980 an der Hochschule für Grafik und Buchkunst Leipzig. Danach arbeitete sie freischaffend als Malerin, Grafikerin und Illustratorin in Halle (Saale). Sie war bis 1990 Mitglied des Verbands Bildender Künstler der DDR.

## Werke (Auswahl)

### Malerei
- Meine alte Treppe (1981, Mischtechnik; auf der IX. Kunstausstellung der DDR)
- Hallenser Hof (1986, Mischtechnik; auf der X. Kunstausstellung der DDR)[1]

### Buchillustrationen
- Meyers Kinder-Lexikon: mein erstes Lexikon, Mannheim, Leipzig, Wien, Zürich, 2001. ISBN 3-411-07815-4
- Charlamow: Das Vermächtnis des Weisen Aun, Berlin 1982
- Pflanzen Tiere Und Naturschutz, Ab 9 Jahren
- Spannend erzählt Band 219: Abrechnung am Klosterfriedhof
- mit Hans-Peter Lühr und Hasso Mager, Sachsen im Herzen: literarische Streifzüge durch die Landschaft zwischen Erzgebirge und Elbe, Husum, 1989. OCLC 25339553
- mit Michael Schröpel, Gesellige Affen, Berlin: Urania-Verlag, 1990. OCLC 642712655
- Dieter Martinetz: Rauschdrogen und Stimulantien, Urania-Verlag, ISBN 9783332005073

## Ausstellungen

### Einzelausstellungen
- 1982: Cottbus
- 1983: Halle (Saale)

### Teilnahme an zentralen und wichtigen regionalen Ausstellungen in der DDR
- 1982/1983 und 1987/1988: Dresden, IX. und X. Kunstausstellung der DDR
- 1986: Halle/Saale („Junge Künstler des Bezirks Halle“)
- 1989: Berlin und weitere Städte („100 ausgewählte Grafiken“)